# Adoxophyes beijingensis
Adoxophyes beijingensis is een vlinder uit de familie van de bladrollers (Tortricidae). De wetenschappelijke naam van de soort is voor het eerst geldig gepubliceerd in 1997 door Jian-zhong Zhou & Wen-jun Fu.

## Type
- holotype: "male"
- instituut: IZAS, Haidian, Beijing, China
- typelocatie: "China, Beijing"